# Grzęda (etnografia)
Grzęda – poziomy drąg podwieszony pod powałą w izbie chłopskiej chaty, żerdź służąca do wieszania na niej odzieży codziennej. Swego rodzaju substytut szafy odzieżowej.
Do przechowywania odzieży świątecznej i cennych przedmiotów dawniej na wsi używano drewnianych skrzyń.